# Códice Colombino-Becker
El códice Colombino-Becker es el nombre que reciben en conjunto el códice Colombino y el códice Becker I, dos manuscritos prehispánicos pertenecientes a la cultura mixteca que originalmente formaban parte de un mismo documento.
El códice Colombino-Becker fue elaborado en Tututepec, en el actual estado mexicano de Oaxaca, durante el siglo XII. Es un documento de carácter mitohistórico que ilustra partes de la vida de los gobernantes mixtecas Ocho-Venado y Cuatro-Viento. El códice se encuentra elaborado sobre una tira de piel de venado curtida, doblada a manera de biombo para formar láminas individuales. Las ilustraciones del códice son de carácter pictográfico, estilizadas e iluminadas con pigmentos de base vegetal.
El códice fue dividido durante los primeros años de la conquista. Sus dos partes permanecieron el área oaxaqueña de la Mixteca hasta el siglo XIX, en parte por su estrecha relación con la familia Villagómez, un linaje de caciques indígenas de esta área. El códice Becker I salió de México en manos del coleccionista alemán Philipp Becker, después de cuya muerte se donó al Museo de Etnología de Viena, Austria. El códice Colombino permanece en México bajo resguardo de la Biblioteca Nacional de Antropología e Historia en la Ciudad de México, y es el único códice prehispánico que permanece en el territorio de este país.
El códice mixteco "Colombino-Becker" se localiza en Tututepec en el estado de Oaxaca, México

## Nombre
El códice Colombino-Becker proviene de la región costera de la Mixteca, sin embargo su nombre en mixteco, si es que lo tenía, se desconoce. Los nombres actuales de los dos fragmentos que componen al códice hacen referencia a las personas o instituciones que en algún momento los poseyeron. El códice Colombino recibe su nombre de la Junta Colombina, que lo adquirió en 1891. El códice Becker I lleva en su nombre el apellido del coleccionista alemán Philipp Joseph Becker, quien lo adquirió a mediados del siglo XIX. Becker fue también dueño de otro corto manuscrito prehispánico, conocido ahora como códice Becker II. 
El arqueólogo e indigenista Alfonso Caso demostró que el códice Colombino y el códice Becker I eran fragmentos de un mismo documento. El ensamblaje hecho por Caso fue publicado por Miguel León Portilla en 1996, en esta publicación ambos fragmentos recibieron el nombre códice Alfonso Caso. El nombre Colombino-Becker, actualmente el más empleado, fue creado simplemente a partir de los nombres de los fragmentos que lo componen. Otros nombres utilizados para referirse a los códices Colombino y Becker I en conjunto son códice de Tututepec, de Tututepec, lugar donde fue elaborado el códice, y códice Iya Nacuaa, parte de Iya Nacuaa Teyusi Ñaña, nombre mixteco del gobernante Ocho-Venado, cuya vida se narra en el manuscrito.

## Características

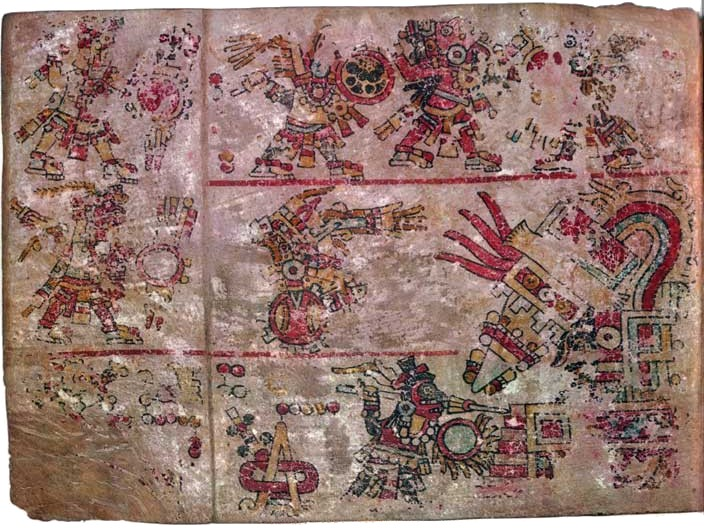
Primera lámina del códice Becker I, son visibles la variedad de colores empleados al igual que el serio estado de deterioro de la superficie.

El códice Colombino-Becker se encuentra elaborado sobre una tira de piel curtida de venado, doblado en forma de biombo. El total de láminas es de 40, con 24 secciones del códice Colombino y 16 del códice Becker I, aunque faltan algunas láminas al principio y final del códice, y algunas intermedias. Cada una de las secciones, o láminas, tiene una medida aproximada de 19,5 cm de alto por 25,5 cm de largo, que da una extensión total de 605,5 cm en el códice Colombino y de aprox. 408 cm en el códice Becker I. La superficie de la piel del códice está cubierta por una delgada capa de estuco, la cual se aplicó para crear una capa blanca y suave sobre la cual plasmar las ilustraciones. La pictografía del códice muestra un deterioro notable debido al paso del tiempo y a los intentos deliberados por borrar ciertas imágenes de su superficie.

### Formas y colores
El códice forma parte de un subgrupo estilístico dentro del conjunto de pictografías presentes en la Mixteca. "Se usó una rica paleta y el colorido tiende a la firmeza expresiva, puesto que forma parte del sistema gráfico escritural. Una línea negra delimita las imágenes, lo que proporciona una agradable claridad hasta en los más mínimos detalles." Las ilustraciones del códice no hacen uso de la perspectiva y siguen el estilo y simbología característicos de la escritura mixteca. La lectura se hace en bustrófedon, comenzando por la parte inferior izquierda y ascendiendo en zig zag hasta la sección siguiente, donde se inicia el descenso con el mismo movimiento, terminando por general en la parte inferior derecha.

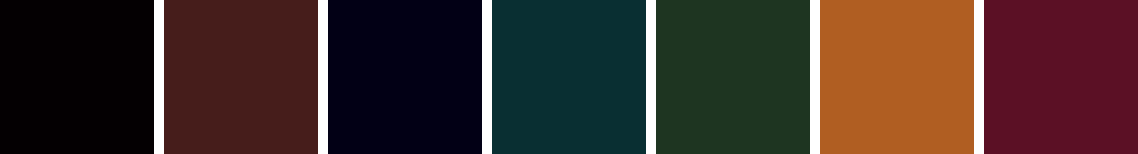
Aproximación de la gama de colores empleada en el códice Colombino-Becker.

Las pictografías del códice fueron plasmadas con una pintura a base de un aglutinante acuoso, probablemente de origen vegetal. El color negro de los contornos de las figuras es un pigmento de carbón. El color amarillo parece haber sido logrado mediante el uso de un colorante vegetal. El azul ha sido identificado como azul maya, un pigmento preparado a partir de un colorante vegetal, el índigo o añil, mezclado con una arcilla. Los verdes son una mezcla del azul maya con el mismo colorante vegetal amarillo. Se encuentran presentes también colores rojizos de origen aún desconocido.

## Historia

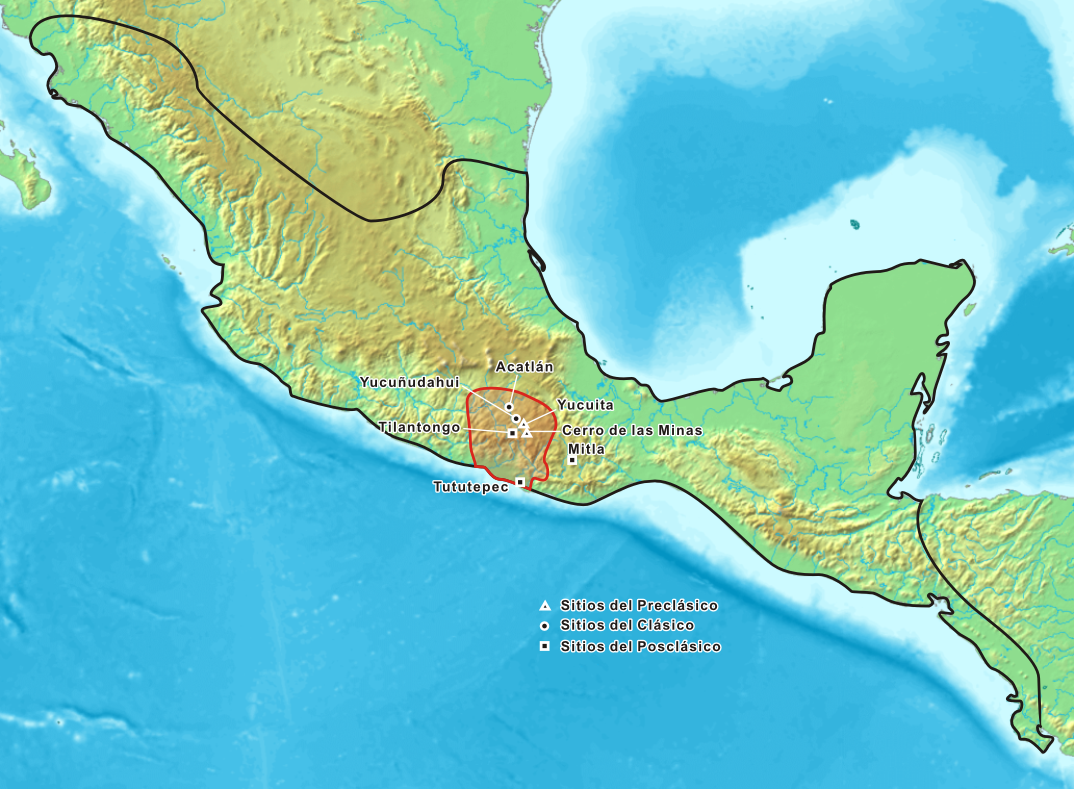
El códice se elaboró en el reino mayor de Tututepec en la Mixteca Costera.

El códice Colombino-Becker fue elaborado en el siglo XII en Tututepec, en mixteco Yucu Dzaa ("lugar del cerro del ave"), en la costa de la Mixteca de Oaxaca. Después de su elaboración y hasta principios del siglo XIII permaneció en manos de los gobernantes locales de Tututepec. Las anotaciones que hoy se encuentran en la superficie de varias láminas pudieron haber sido agregadas en 1541, con el fin de convertir al códice en un documento catastral. Fue alrededor de esta fecha cuando el manuscrito se dividió en las dos partes que actualmente se conocen como los códices Colombino y Becker I.

### Códice Colombino
El códice Colombino permaneció en la región de la Mixteca después de ser dividido. Fue utilizado en un pleito de tierras en el distrito oaxaqueño de San Miguel Sola en 1717. En 1863 el manuscrito se encontraba en posesión de Manuel Cardoso, y después perteneció algunos años a Alfredo Chavero, quien lo vendió luego a Joseph Dorenberg, un comericante alemán que vivía en la ciudad de Puebla. En 1891 el códice Colombino pasó a manos de la Junta Colombina (de ahí el nombre Colombino), creada por el presidente Porfirio Díaz con el propósito de organizar las celebraciones del cuarto centenario del descubrimiento de América. El manuscrito pasó luego a manos del Instituto Nacional de Antropología e Historia, fundado en 1939. Fue el INAH quien lo depositó en Bóveda de Documentos Pictográficos de la Biblioteca Nacional de Antropología e Historia en la Ciudad de México, bajo el número 35-30. En el 2009 el INAH permitió que se digitalizaran por completo cinco códices de su colección, entre ellos el códice Colombino, que ahora puede consultarse de manera gratuita y en su totalidad en la Biblioteca Digital Mundial.

### Códice Becker I
El códice Becker I tiene menor extensión que el códice Colombino I. Durante el siglo XIX perteneció la familia Aja Villagómez de la Mixteca. Durante este tiempo sirvió varias veces como documento catastral. De acuerdo al entomólogo Henri de Saussur, en 1852 el códice Colombino fue presentado por un cacique que pretendía reclamar sus derechos hereditarios en la comunidad de Tindu. El abogado del cacique, Pascual Amazón, convenció a éste de que le permitiera quedarse con el códice. Amazón vendió el manuscrito al empresario y coleccionista alemán Philipp Joseph Becker, que residía en la ciudad de Puebla. Fue Becker quien llevó el códice a Alemania, junto con el resto de su colección, que exhibió en su casa en Darmstadt, hasta su muerte en 1895. George Haas adquirió la colección dos años después, y la donó al Museo de Etnología de Viena (en alemán: Museum für Völkerkunde), donde ahora se encuentra el códice. En mayo de 2010 el Instituto Nacional de Antropología e Historia fue sede de una reunión en la que se trató la digitalización de los códices mesoamericanos que se encuentran bajo resguardo de instituciones extranjeras, buscando incorporarlos al acervo de la Biblioteca Digital Mundial y a la futura Biblioteca Digital Mexicana. De ser así, el Códice Becker I y varios otros códices mesoamericanos podrían ser consultados gratuitamente en internet.

## Estudios
Se dio a conocer por primera vez, en litografías en colores, sin las glosas, en el “Atlas” de la obra Antigüedades mexicanas (1892), obra auspiciada por la Junta Colombina de México. Varios autores nacionales y extranjeros, entre ellos el inglés James Cooper Clark, en 1912, lo utilizaron principalmente para reconstruir la biografía del cacique 8 Venado. Pero fue hasta 1966 cuando Alfonso Caso, en colaboración con Mary Elizabeth Smith, publicó un facsímil acompañado del primer estudio completo, bajo los auspicios de la Sociedad Mexicana de Antropología. En 1974, Nancy Troike obtuvo su doctorado con un estudio en torno al códice. Recientemente Maarten Jansen y Manuel A. Hermann Lejarazu han publicado trabajos con nuevas informaciones e interpretaciones sobre el origen y contenido de la pictografía.